# Sevilla, Valle del Cauca
Sevilla là một khu tự quản thuộc tỉnh Valle del Cauca, Colombia. Thủ phủ của khu tự quản Sevilla đóng tại Sevilla Khu tự quản Sevilla có diện tích 640 ki lô mét vuông. Đến thời điểm ngày 28 tháng 5 năm 2005, khu tự quản Sevilla có dân số 51081 người.